# Rusănești (gmina)
Rusănești – gmina w Rumunii, w okręgu Aluta. Obejmuje miejscowości Jieni i Rusănești. W 2011 roku liczyła 4434 mieszkańców.